# 裁決
裁決 (さいけつ)とは、行政庁の法律上の争訟に対する裁断行為である。
特に、行政不服審査法では、審査請求又は再審査請求に対してする裁断行為を呼んでいる。異議申立てに対する裁断行為は決定と呼ばれる。裁定ともいう。

## 裁決の種類
- 却下裁決
- 棄却裁決
  - 事情裁決
- 認容裁決
  - 変更裁決

参考: 行政不服審査法#行政不服審査会等への諮問（第４節）

## 裁決の効力
- 一般的効力
  - 公定力
  - 不可争力
  - 執行力
- 特性的効力
  - 不可変更力
  - 形成力
原処分が取り消されると、その効力が直ちに、遡及的に失われること。
  - 拘束力

参考: 行政行為#効力

## 行政不服審査法
- 裁決（40条）
  - 事実行為を除く処分についての審査請求が理由があるときは、審査庁は、裁決で、当該処分の全部又は一部を取り消す（3項）。
  - 事実行為についての審査請求が理由があるときは、審査庁は、処分庁に対し当該事実行為の全部又は一部を撤廃すべきことを命ずるとともに、裁決で、その旨を宣言する（4項）。
  - 公共の福祉に適合しないと認めるときは、審査庁は、裁決で、当該審査請求を棄却することができる（6項）。
- 裁決の方式（41条）
- 裁決の効力発生（42条）
- 裁決の拘束力（43条）
- 審査庁の裁決（51条）

## 用語
- 裁決主義
  - 法律により、処分の取消しの訴えを認めず裁決の取消しの訴えのみを認めること。その場合でも、裁決の取消しの訴えで原処分の瑕疵を主張することは出来る。
- 裁決の取消しの訴え
- 裁決の申請
- 緊急裁決
  - 土地収用#公共用地の取得に関する特別措置法に基づく緊急裁決制度
- 収用裁決
- 補償裁決